# (1946) Walraven
(1946) Walraven (1931 PH) – planetoida z grupy pasa głównego asteroid okrążająca Słońce w ciągu 3,47 lat w średniej odległości 2,29 j.a. Odkryta 8 sierpnia 1931 roku.